# Riverito
Luis Roberto González Rivero (Buenos Aires, 13 de mayo de 1932), también conocido como Riverito, es un reconocido animador y presentador de radio y televisión argentino.

## Biografía
En su infancia vivía en un inquilinato en Almagro. A los 15 años empezó a trabajar como auxiliar en la agencia de representaciones artísticas del elenco de Radio Belgrano, a poco se le encomendó organizar la agenda y las funciones de la orquesta típica de Ebe Bedrune y, más adelante, la directora le pidió que gestionara la presentación de su conjunto en confiterías y clubes obteniendo por ello una comisión. Cuando al debutar la orquesta en la confitería Richmond de Constitución faltó el presentador, Riverito tuvo que salir a pedir un aplauso para la orquesta.
Fue presentador de espectáculos que tenían figuras como Alfredo Gobbi y Alberto Podestá. 
En 1947 debutó en la radio como locutor.
En 1950 conoció a Norberto Palese, que aún no usaba el pseudónimo «Cacho Fontana» ni trabajaba en radio; era presentador y trabajaba en el ferrocarril. Riverito lo invitó a trabajar en Radio del Pueblo donde él era locutor. En 1952 Fontana comenzó a trabajar en las radios Splendid y El Mundo, y más adelante le ofreció a Riverito hacer suplencias en esta última.
En 1987 trabajó en Supermingo junto al gran capocómico Juan Carlos Altavista, emitida por Canal 11.
Creador, hacedor y conductor de «La Danza de la Fortuna», Riverito puso en el aire este ciclo televisivo en la década de 1990, inspirado en un programa brasileño emitido por Crónica TV y Radio Belgrano. En este programa se dan a conocer todos los números de diversas loterías rioplatenses.
Hoy en día, continúa luciendo su famoso rulo sobre la frente, teniendo más de 40 horas semanales al aire entre la radio y la televisión.
Su frase más famosa es: "¡¡El ooooocho!!".

## Vida privada
Riverito estuvo casado con Elda Moreno desde 1988 hasta 2019, cuando ella falleció.

## Reconocimientos
- 2010: Premio Éter a la trayectoria.[3]